# Gastroserica guangdongensis
Gastroserica guangdongensis är en skalbaggsart som beskrevs av Ahrens 2000. Gastroserica guangdongensis ingår i släktet Gastroserica och familjen Melolonthidae. Inga underarter finns listade i Catalogue of Life.